# San Lucas Tolimán
San Lucas Tolimán est une ville du Guatemala.